# (129) Antígona
Antígona (designació de planeta menor: 129 Antígona) és un gran asteroide del cinturó principal. Les observacions del radar indiquen que està compost de ferro - níquel gairebé pur. Probablement, aquest i altres asteroides similars s'originen en el nucli de Vesta semblant aplanetesimal que tenia un interior diferenciat. Va ser descobert per l'astrònom germanoamericà CHF Peters el 5 de febrer de 1873 i va rebre el nom d'Antígona (filla d'Èdip) (rei de Tebes) i Iocasta, en la mitologia grega.
El 1979 es va suggerir un possible satèl·lit d'Antígona basat en dades de corbes de llum. Un model construït a partir d’aquests mostra que la pròpia Antígona té una forma força regular. El 1990, l’asteroide es va observar des de l’ Observatori Collurania-Teramo, permetent produir una corba de llum composta que mostrava un període de rotació de 4.9572 ± 0.0001 hores i una variació de brillantor de 0,34 ± 0,01 en magnitud. Es va trobar que la proporció de longituds dels eixos major a menor d’aquest asteroide era d’1,45 ± 0,02.
Les dades radiomètriques de 10 µ recollides de Kitt Peak el 1975 van donar un diàmetre estimat de 114 km. Des de 1985, s'han observat un total de tres ocultacions estel·lars per part d’Antígona. Es va observar una ocultació favorable d'una estrella l’11 d’abril de 1985 des de llocs propers a Pueblo, Colorado, permetent una estimació del diàmetre de 113,0 ± 4,2 km a calcular.